# 663
663 је била проста година.

## Догађаји
- Цар Констанс II покреће напад на војводство Беневент (јужна Италија). Користећи чињеницу да се лангобардски краљ Гримоалд I бори против франачких снага из Неустрије, Констанс се искрцава у Таранту и опседа Луцеру и Беневент.
- Цар Констанс II посећује Рим 12 дана (једини цар који је крочио у Рим два века) и папа Виталијан га дочекује са великим почастима. Констанс наређује да се украси са зграда, укључујући и Пантеон, скину, а украси ће бити враћени у Цариград.
- Цар Констанс II сели царски двор из Цариграда у Сиракузу. Покушава да заустави арапско освајање Сицилије и враћа Рим као седиште Византијског царства. Констанс уклања свете олтарске сасуде из цркава широм Рима.
- 8. мај – Битка код Форина: Византијска војска, предвођена Констансом II, поражена је од стране Ломбарда под Ромуалдом I. Он заузима Таранто и Бриндизи, добијајући војну помоћ од бугарских снага, које се насељавају у области Равене.
- Краљ Освиу од Нортумбрије напада Пиктланд (данашња Шкотска). Успоставља врховну власт над, барем, јужним пиктским подкраљевствима Фортриу и Фиб.
- Кратка епидемија куге погађа Британију.
- 5. јун – У Кини, палата Даминг постаје владино седиште и краљевска резиденција цара Гао Зонга из династије Танг.
- Битка код Бекганга: Корејске снаге Бекчеа и њихови јапански савезници поражени су у поморској бици, од стране заједничке коалиције Сила-Танг.